# Laginha Serafim
Joaquim Laginha Serafim (Loulé, 21 de Janeiro de 1921 — Lisboa, 28 de Novembro de 1994), foi um engenheiro civil português.

## Formação académica
Laginha Serafim licenciou-se em Engenharia Civil pelo Instituto Superior Técnico da Universidade Técnica de Lisboa em 1944.

## Actividade como engenheiro civil
Laginha Serafim desenvolveu uma vasta actividade profissional no campo da engenharia civil, onde se destaca:
- Engenheiro da Direcção Geral dos Recursos Hidráulicos (Portugal) em 1946
- Engenheiro na Hidroeléctrica do Zêzere (Portugal), de Agosto de 1946 a Outubro de 1947
- Chefe da Secção de Barragens de 1947 a 1963 do Laboratório Nacional de Engenharia Civil, em Lisboa
- Membro da Comissão Internacional das Grandes Barragens, desde 1948, de que foi Vice-Presidente entre 1988 e 1991
- Membro de Comissões Técnicas do Conselho Superior de Obras Públicas e Transportes, nomeadamente da Sub-Comissão do Regulamento de Segurança de Barragens
- Fundador da empresa COBA — Consultores de Engenharia e Ambiente, em 1962[1]
- Fundador, em 1963, e Presidente, até 1972, da empresa CONSULPRESA — Consultores de Presas y Aprovechamientos, Madrid, Espanha
- Fundador da empresa ERN — Engenharia de Recursos Naturais, SA, no Rio de Janeiro, Brasil, em 1968

## Barragens em que actuou como projectista ou consultor
Como projectista:
- Espanha: Sela, Belesar, Santa Eulália, Susqueda, Almendra, El Vellon, El Atazar, La Baells;
- Angola: Lomaum; Malobas, Capanda;
- Moçambique: Massingir;
- Brasil: Salto do Funil;
- Costa Rica: Cachi;
- Grécia: Sfikia, Assomata, Platanovrissy, Thesavros;
- Irão: Tang-e-Soleyman;
- Venezuela: La Corcovada, Yacambu, Taguacita

Como consultor:
- Venezuela: Yacambu;
- EUA: Auburn;
- Canadá: Daniel Johnson;
- Turquia: Sir;
- Antiga Jugoslávia: BukBijela

## Actividade docente
- Professor da Faculdade de Ciências e Tecnologia da Universidade de Coimbra, de 1972 a 1990
- Professor visitante da Universidade Eduardo Mondlane, em Moçambique, em 1977

## Associações profissionais de que foi membro
- Association Internationale des Ponts et Charpentes
- American Concrete Institut
- American Society of Civil Engeneering
- Institution of Civil Engineers de Londres

## Prémios e honras
- Prémio Dr. Brito Camacho, como melhor graduado nos vários cursos do Instituto Superior Técnico
- Prémio Mira Fernandes (ex-aequo), como melhor graduado nos vários cursos do Instituto Superior Técnico
- Prémio para estrangeiros do Institute of Civil Engineering de Londres.
- Medalhas de Aldeadavilla, Almendra e El Atazar, concedidas pelo Ministério Espanhol das Obras Públicas
- Comandante da Ordem de Mérito Civil de Espanha
- Oficial da Ordem Santiago de Espada de Portugal
- Doutor honoris causa pela Universidade Federal do Rio de Janeiro, em 1967

## Algumas obras
- O estudo das barragens portuguesas de betão por meio de ensaios em modelos. Com Rocha, Manuel. Lisboa, Laboratório Nacional de Engenharia Civil, 1958.
- Métodos e materiais para o estudo, em modelos, das tensões devidas ao peso próprio em barragens. Com Costa, J. Poole da. Lisboa, Laboratório Nacional de Engenharia Civil, 1960.
- As grandes barragens dos aproveitamentos hidráulicos portugueses. Lisboa, Laboratório Nacional de Engenharia Civil, 1962.
- Reconhecimento de maciços rochosos por sondagens para o estudo das fundações de barragens. Com Seabra, F. Lisboa, Laboratório Nacional de Engenharia Civil, 1962.
- Estudo experimental da barragem do Salto Funil e estudo em modelo reduzido dos órgãos hidráulicos do aproveitamento do Salto Funil. Com outros. Lisboa, Laboratório Nacional de Engenharia Civil, 1962.
- The structural design of Tang-e Soleyman dam. Com Lane, R. G. Lisboa, Laboratório Nacional de Engenharia Civil, 1963.
- Medição de extensões em barragens de betão. Lisboa, Laboratório Nacional de Engenharia Civil, 1963.
- Influence of temperature on the creep of mass concret. Com Guerreiro, M. Q. Lisboa, Laboratório Nacional de Engenharia Civil, 1963.
- Methods in use at the LNEC for the stress analysis in models of dams. Com Azevedo, M. Cruz. Lisboa, Laboratório Nacional de Engenharia Civil, 1963.
- Methods and materials for the study of the weight stresses in dams by means of models. Com Costa, J. Poole da. Lisboa, Laboratório Nacional de Engenharia Civil, 1963.
- Experimental studies of multiple arch dams. Com Rocha, Manuel Coelho Mendes da; Jesus, António Fernando de. Lisboa, Laboratório Nacional de Engenharia Civil, 1963.
- Rock mechanics considerations in the design of concrete dams. Lisboa, Laboratório Nacional de Engenharia Civil, 1964.
- Análise geral crítica dos métodos de cálculo mais importantes das barragens-abóbada. Lisboa, Laboratório Nacional de Engenharia Civil, 1958. Lisboa, Livraria Bertrand, 1966.